# КБ машиноградње (Москва)
Акционарско друштво “Конструкторски биро машинпградње” (АД "КБМ", КБ машиноградње, КБМ) из Москве — конструкторски биро, чија је основна делатност развој нових модела торпедних апарата и ракетних комплекса различитог базирања. Као самостална организација постоји од свог оснивања 1957. године. Од 2004. Године налази се у саставу корпорације “Тактичко ракетно наоружање” .
За 50 година свог постојања КБМ је створио 120 врста наоружања. Ова компанија сматра се водећим произвођачем торпедних цеви за површинске бродове, чамце и подморнице — потпалубних инсталација поморских система одбране.

## Историја
Од 1886. године производиле су се машине, радиле су железара и котларница Г. А Ласнера у Снкт Петербургу када је започето са серијском производњом торпеда (самонавођене мине). У совјетско доба фабрика је преименована у “Завод им. Карла маркса”, а почетком 1920-их започела је са серијском производњом торпедних цеви. Године 1926. Фабрика је отворила “војни одсек” за пројектовање торпедних цеви на површинским бродовима, чамцима и подморницама. Године 1932. на слободном делу земље око фабрике била је изграђена нова фабрика број 103. за производњу торпедних цеви која је ушла у “војни одсек” као одељење за дизајн. За време рата 1942. године фабрика и опрема биле су евакуисане у Москву, где је створена фабрика број 709., која је наставила са производњом производа потребних за поморску флоту државе. После рата, 1946. Конструкторски биро фабрике понео је назив Специјални конструкторски биро број 709. (СКБ-709)..
Уредбом Савета министара СССР број 802. од 18. априла 1975. године СКБ-709 је добио статус самосталне организације и постао познат као “Конструкторски биро машиноградње” . Нај важнија активност предузећа јесте пројектовање палубских ракетних система за потебе бродских система и прерада челичних конструкција у лакше помоћу различитих легура .
У периоду 1960-90-их година стручњаци пројектног бироа стекли су велико искуство у стварању различитих врста торпедних цеви. И надаље настављено је са додатним развојем аутоматизованих система за припрему торпеда пре лансирања, ракета-торпеда и ракета, укључујући и подморнице. Поред тога развијани су аутоматизовани системи за контролу собраћаја бродова, а такође и делова прибора и војне технике обалских ракетних јединица и морске авијације (рус. ВМФ).
За достигнућа у области наоружања за потребе руске морнарице 12. фебруара 1985. године предузеће је награђено орденом Рада црвене заставе.
У периоду 1987—1995. године КБМ по програму конверзије такође развија опрему за механичку обраду теста, мобилне мини-пекаре и мини-продавнице за производњу сухомеснатих производа и кобасица учествовао је у развоју камиона за одвоз смећа “Фаун” на бази шасије “КамАЗ”.
По указу председника РФ број 591. од 9. маја 2004. године компанија је укључена у Акционарско Друштво «Корпорација, “Тактичко ракретно наоружање”».

## Руководиоци
- Николај Константинович Цикунов, конструктор, два пута добитник Државне награде Совјетског Савеза 1957. и 1987. године.
- Иванов Ј. В.
- Валдимир Георгијевич Петрушенко — данашњи руководилац.

## Производи и развој
Московски КБМ развио је:
- торпедне апарате различитог типа (више од 80 пројеката) ;
- аутоматизовани предстартни торпедо за обуку, ракетни-торпедо, ракете ;
- аутоматизовани систем за контролу бродског саобраћаја;
- комплекс за пасивно ометање ПК-10 (у наоружању од 1984. године);
- Противбродски комплекс «Москит» (са ракетом 3М-80 и лансером КТ-190; у наоружању од 1984. године) ;
- бродски ракетни комплекс нове генерације «Уран» (опремљен ракетом Х-35; у наоружању од 2005 год.);
- обалски мобилни ракетни комплекс «Рубеж» (тактичка противбродска ракета П-15М «Термит», два лансирна контејнера КТ-161, кабина са апаратуром за управљање и радиолокационом станицом) «Харпун», на шасији МАЗ-543; у наоружању од 1978. год.) ;
- обалски ракетни систем «Бал-Э» (1993) и «Бал» (2004, у наоружању од 2008 год.);
- лансирни систем за ПКР «Медведка», «Термит», «Малахит», «Прогресс», «Метель», «Уран», П-35 (КТ-72), УРПК-3 («Раструб»), ПКР «Москит» (КТ-152Э, КТ-190Е и КТ-190МЭ), «Уран-Э» (ЗС-24Э0), РПК-5 «Ливень(пљусак)» (КТ-129), ККР П-500 «Базалт»;
- ДТА-53 за торпедо СЭТ-65 и 53-65КЭ; компактни калибар 40cm за торпедо СЭТ-40.